# San Antonio de Alamitos
San Antonio de Alamitos är en ort i Mexiko.   Den ligger i kommunen Mier y Noriega och delstaten Nuevo León, i den centrala delen av landet, 500 km norr om huvudstaden Mexico City. San Antonio de Alamitos ligger 1 518 meter över havet och antalet invånare är 341.
Terrängen runt San Antonio de Alamitos är kuperad åt sydost, men åt nordväst är den platt. Runt San Antonio de Alamitos är det glesbefolkat, med 8 invånare per kvadratkilometer. Närmaste större samhälle är Las Palomas, 9,7 km norr om San Antonio de Alamitos. Omgivningarna runt San Antonio de Alamitos är i huvudsak ett öppet busklandskap.